# Biografen Moskva
Biografen Moskva (armeniska: Մոսկվա կինոթատրոն Moskva kinotatron) är en biograf i distriktet Kentron i Jerevan i Armenien. Den ligger vid Charles Aznavourplatsen. Biografen har fyra salonger, Stora salongen, Röda salongen (491 platser), Blå salongen (352 platser), en liten salong med 35 platser samt en sommaröppen friluftsscen.

## Historik
Biografen Moskva invigdes den 12 december 1936, med en urpremiär av den sovjetarmeniske filmen Pepo. Den byggdes på samma plats där Apostlarna Paulus och Petrus kyrka (armeniska: Սուրբ Պողոս-Պետրոս Եկեղեցի; Surp Poghos-Petros yekeghetsi) tidigare legat. Kyrkan hade rivits på 1930-talet, under Armeniens tid inom Sovjetunionen. Biografbyggnaden ritades av arkitekterna Gevork Kochar och Tiran Terkanyan.
Byggnaden ritades om av arkitekterna Gevork Kochar och Telman Gevrokyan 1960. Fasaden utsmyckades 1983 med reliefer föreställande scener ifrån olika sovjetarmeniska filmer.
Biografen Moskva privatiserades 1999 och återöppnade 2000, efter en omfattande renovering. Den årliga filmfestivalen Golden Apricot Yerevan International Film Festival har haft biografen som sin huvudscen sedan den första festivalen 2004.